# Одбрана Вана (1915)
Одбрана Вана је био оружани отпор јерменског становништва Вана и руске војске против покушаја Османског царства да масакрира отоманско јерменско становништво Ван вилајета у геноциду над Јерменима 1915. Неколико истовремених посматрача и каснијих историчара закључило је да је османска влада намерно подстакла оружани јерменски отпор у граду  а затим искористила ову побуну као главни изговор да оправда почетак депортације и клања Јермена широм царства. Извештаји сведока се слажу да је јерменско држање у Вану било дефанзивно и чин отпора масакру. Акција самоодбране се често цитира у литератури порицања геноцида над Јерменима ; постао је "алфа и омега изјашњавања о ' војној неопходности '" да се оправда геноцид и прогон Јермена прикаже као оправдан.

## Позадина
Током касног османског периода, Ван је био важан центар јерменског културног, друштвеног и економског живота. Кримијан Хајрик је основао штампарију у Вану, а затим је покренуо Vaspurakan Ardzvi (Орао од Васпоуракана), која је била прва периодична публикација у Јерменији. Године 1885. у граду Вану је основана партија Арменакан. Убрзо након тога, странке Хчак и Дашнак, чије су мисије биле рушење османске власти у Источној Анадолији ( Шест вилајета ), основале су огранке у граду.
Током 1895–96. Јермени су у Отоманском царству претрпели талас насиља који је опште познат као Хамидијски масакри. Док је Ван углавном избегавао масакре 1895. године, Османлије су послале војну експедицију у јуну 1896. године. Јермени из Вана су у почетку били у стању да се бране, али након што су пристали да се разоружају у замену за безбедност, масакри су настављени, који су се завршили смрћу преко 20.000 Јермена.

Предратна (Први светски рат) демографска статистика провинције Ван, Османско царство, имала је различите вредности на основу различитих извора. Године 1914. Јермени су живели на обали језера Ван . Највећи јерменски насељени локалитети били су град Ван (који се састоји од три подсектора који су били Хавасор ( Гурпнар ), Тимар (Гедикбулак) и Арчак (Ерчек)). Јермени су такође живели у округу Ерциш (Арчеш, Акантс) који се налазио у северном делу провинције, као и окрузима Шатак, Башкале, и Бахчесарај у јужном делу провинције. Према попису из 1890. године, у покрајини је живело 79.998 Јермена. Исти попис је показао да проценат јерменског становништва у граду Ван износи 35%, а арменског становништва округа 64% у Ерџису, 37% у Чатаку, 18% у Башкалеу и 48% у Бахцесарају. У статистици локалног патријарха из 1912. године наводи се да је јерменско становништво било 110.000. Првобитни османски попис из 1914. године наводи да је јерменско становништво било 67.797, а муслиманско 179.422. Међутим, званични попис становништва из 1914. био је оспорен и у погледу броја јерменског и муслиманског становништва. Утврђено је да је оригинална отоманска статистика из 1914. године тврдила да је недовољно репрезентативна за децу, а исправљене вредности за провинцију Ван су наведене као 313.000 муслимана, 130.000 Јермена (25%) и приближно 65.000 Сиријаца, Калдејаца, Несторијанаца и других. Показало се да је теже анализирати процене броја становника за град Ван. Екстензивна кретања становништва у граду и око њега десила су се због погоршања економске и политичке ситуације пре Првог светског рата. Османско становништво у то време бележи 79.000 муслимана и 34.000 Јермена у граду Вану, укључујући и непосредну околину. Процењено је да је Јерменско становништво града Вана у јесен 1914. године било око 30.000 људи 
- Географске и демографске карте провинције Ван, Османско царство
- Насеља у Ван Вилајету
- 1896, односи Јерменског становништва у окрузима
- 1914, Османски попис

## Увод: Кавкаски поход
Дана 30. октобра 1914. године, након размене ватре током потере за Гебеном и Бреславом, Отоманско царство је ушло у Први светски рат. Покрајина Ван се налазила између Персије и Кавказа, а кроз ову провинцију су пролазили најприступачнији путеви који су повезивали Персију, Русију, Месопотамију и Анадолију. дајући Вану високу стратешку вредност као последицу његове локације.
Прво ангажовање Кавкаске кампање одиграло се 2. новембра 1914. Бергмановом офанзивом. Руси су скупљали победе дуж линије Кара Килисе (у новембру 1919. преименована у Каракосе, данашњи Агри) – Бејазит. Бејазит се налазио на северу провинције Ван, а јерменски добровољци су пружали помоћ као помоћне снаге руским пуковима приликом заузимања ових региона.
Током децембра 1914. године, Николај II из Русије посетио је Кавкаски фронт. У присуству поглавара Јерменске Цркве и поред Александра Хатисијана, председника Јерменског националног бироа у Тифлису, Николај II је изјавио: „ Јермени из свих земаља журе да уђу у редове славне руске војске, и својом крвљу да служе победи Руске војске... Нека се руска застава слободно вијори над Дарданелима, нека се слободно вијори над Дарданелима (нека остане под свим Боспорским народом) Турски јарам прими слободу по твојој вољи, нека Јерменски народ Турске, који је пострадао за веру Христову, прими васкрсење за нови и слободан живот. Отомански војни министар Енвер-паша желео је да опколи руске снаге између Сарикамиша и Ардахана. Битка код Сарикамиша (29. децембар 1914 – 4. јануар 1915) била је катастрофалан пораз Енвер-паше. За своју улогу у овом успеху, јерменски добровољци су заслужни као староседеоци региона, добро прилагођени клими, упознати са сваким путем и планинским путем, и мотивисани да воде жестоку и одлучну борбу. Јерменски добровољци су биле мале, мобилне јединице, добро прилагођене полугерилском рату . Ефикасно су радили као извиђачи, иако су такође преузели активне улоге у многим конвенционалним ангажманима. Јерменски добровољци оспорили су отоманске операције у критичним временима: „кашњење које су изазвали омогућило је руској кавкаској војсци да концентрише довољно снага око Сарикамиша“. Након што се вратио у Цариград, Енвер је за свој пораз окривио Јермене који живе у региону, јер су активно стали на страну Русије.
Дана 11. децембра 1914. османске припреме за њихову персијску кампању почеле су наређењем Енвер-паше да се формирају привремене снаге које ће бити каналисане у планирано позориште коришћењем путева у провинцији Ван. Док су турске припреме биле у току, Руси су пребацили јерменског генерала Товмаса Назарбекијана у Персијски Азербејџан који је окупирао Русију. Персијска козачка бригада Теодора Г. Чернозубова била је оперативно распоређена у Персији од 1906. године. Током овог периода, отоманске власти су Курдима у Персији и провинцији Ван поделиле 24.000 пушака.
Османска 1. експедициона снага додељена је начелнику обавештајне службе Отоманског генералштаба, штабном потпуковнику Казиму Карабекир бегу. Пета експедициона снага додељена је потпуковнику Халилу Беју, који је био ујак Енвер-паше и који ће поразити Британце код Кут ал Амаре 29. априла 1916.
Прва експедициона снага била је структурно самостална, способна за самосталне операције, допуњена 7. и 9. пешадијским пуком, коњичким одредом, пољском болницом, транспортном јединицом, обавештајним одсеком, батаљоном брдских хаубица са две батерије, телеграфском опремом, одсеком за замену транспортних батерија, пољском батаљоном за ремонт. 10. јануара 1915, док је 1. експедициона снага била на путу за персијски Азербејџан, првобитни план је одбачен. Због турских губитака у катастрофалној бици код Сарикамиша, 1. експедициона снага се нашла у саставу 3. армије. Дана 11. јануара 1915. 5. експедициона снага је наређена северно до Ерзурума, а једанаест дана касније и 1. експедициона снага је тамо такође. Ван жандармеријски пук (полицијске снаге) под командом штаб-мајора Кепрул Казим Беја, који ће постати министар националне одбране и председник Велике народне скупштине Турске,  је била једина снага доступна персијској граници. Раније, 14. децембра 1914, Ван Мобилна жандармеријска дивизија је преузела улогу обезбеђења пута за Персију кроз долину Котур (превој Котур). Ова паравојна формација је била олако опремљена артиљеријом и митраљезима, пре свега погодна за унутрашње безбедносне функције, а не за инвазију на суседну земљу.
Поред ових војних активности, током периода 1914–1915. амерички и немачки мисионари присутни у овој области извештавали су о масакрима јерменског становништва. Такви масакри су се интензивирали непосредно пред устанак. Према једном извору, сва од 52 јерменска села у близини Бејазита и Елешкирта била су препадна, опљачкана и уништена од стране коњичких пукова Хамидије.

## Војне снаге
Након катастрофалног исцрпљивања 3. армије у бици код Сарикамиша, жандармерија, која је првобитно била задужена за полицијске дужности међу цивилним становништвом, пребачена је у састав 3. армије у покушају да поврати борбену ефикасност оперативних војних снага Османске армије. Дана 24. фебруара 1915, Османлије су биле принуђене да пошаљу јединице жандармерије Харпут, Дијарбакир и Битлис у град Ван. Током овог периода било је 52.000 отоманских војника у ратној зони Кавказа, од којих је 75% било у северној ратној зони, изван провинције Ван. Османске јединице у провинцији Ван састојале су се од ван жандармеријских јединица које су остале под контролом гувернера. Ван Жандармеријска дивизија је такође садржала артиљеријску јединицу под командом Рафаела де Ногалеа. 36. пешадијска дивизија је сакупљена из Месопотамије по наређењу да контролише јужни део, у близини језера Ван. 1. експедициона снага држала је фронт јужно од језера Ван.
| Јединице 3 армије у провинцији Ван (4. јун) | Јединице 3 армије у провинцији Ван (4. јун) |
| ------------------------------------------- | ------------------------------------------- |
| Ван жандармеријска дивизија                 | 2,500                                       |
| 36. пешад. дивизија                         | 5,400                                       |
| 1. експедиционе снаге                       | 7,500                                       |
| Багдатски пук                               | 560                                         |
| Укупно                                      | 15,960                                      |

Један батаљон, назван „месарски батаљон ( Turkish   )“ бројао око 5.000 људи.

Јерменско становништво у граду такође је предузело мере. Градско руководство је успоставило јединствену власт („Војна одбрамбена управа“) коју чине Арменак Екариан, Арам Манукиан, Кајтсак Аракел, Булгараци Грегори, Габриел Семерјиан, Хрант Галикиан и Панос Терлемезиан. Успостављене су службе за подршку и организована дистрибуција хране, медицинске помоћи и продавница оружја (основана фабрика барута и оружја која је била способна за ливење две пушке). У то време је основан Женски савез, који се углавном бавио производњом одеће за борце. Пред непосредном опасношћу, окупили су се представници разних јерменских политичких партија (Рамкавар, Дашнак). Бранитељи Вана нису бројали више од 1500 бораца, који су имали само 505 пушака и 750 пиштоља Маузер и малу залиху муниције. Управа Војне одбране издала је наредбу да се муниција користи са додатним опрезом. Ајкесданска махала је била подељена на 7 сектора одбране, са 79 различитих положаја. Истраживач Томас Де Вал наводи да је „то је названо и побуном и херојским чином отпора Јермена против владе која је намеравала да их убије“ и „имала је елементе и једног и другог“.
- Војне снаге
- Рафаел де Ногалес Мендес, венецуелански официр који је служио у отоманској војсци, учествовао је у опсади Вана и после рата написао своје мемоаре који укључују битку и њене последице.
- Рафаел де Ногалес Мендес са својом курдском гардом током опсаде Вана.
- Лидери АРФ-а с лева на десно: Харутјун, Арам Манукиан, Ишкан и Согхо
- Арам Манукиан је био вођа током свих сукоба. Постављен је за гувернера провинције [45]

## Ток догађаја
Најважнија промена током одбране Вана је прелазак гувернера Хасан Тахсин паше у Ерзурум и његова замена Џевдет бегом. Џевдет бег је био зет Енвер-паше, а пратио га је Рафаел де Ногалес Мендес. Де Ногалес је добио дозволу командног немачког официра 3. армије да надгледа јединице османске жандармерије под новим гувернером. Јерменски лидери били су Арам Манукиан, регионални партијски лидер Јерменске револуционарне федерације (АРФ), Арменак Јекаријан из редова Арменакана, Ишкхан, члан АРФ-а, и Аршак Врамијан, његов заменик отоманског парламента из Вана. Врамијан је такође био стари Џевдетов друг.
Тахсин је писао Талат-паши 13. маја 1915:
Не би било побуне код Вана да ми сами нисмо својим рукама, силом, створили ову немогућу ситуацију из које нисмо у стању да се извучемо, а такође и тежак положај у који смо довели војску на источном фронту.

### Ђевдетова владавина
Током јула 1914. Арсхак Врамиан, намесник провинције Ван, присуствовао је преговорима са Комитетом уније и прогреса (ЦУП) као веза за јерменски конгрес у Ерзуруму. Јавни закључак овог конгреса био је „наводно спроведен да би се на миран начин унапредили јерменски захтеви легитимним средствима“. Јерменски извори кажу да су локални јерменски лидери Арам Манукијан, Аршак Врамијан, Никогхаиос Погхос Микаелијан (Ишкхан) и Арменак Јекаријан поручили Јерменима из Вана да остану лојални османској влади и да јој се не супротстављају. Турски ЦУП сматрао је јерменски конгрес као легло за доношење одлуке за јерменску побуну од страха Турака. Едвард Ј. Ериксон је закључио да је након овог састанка ЦУП био убеђен у јаке јерменско-руске везе, при чему је Ериксон претпоставио да те везе укључују детаљне планове за отцепљење региона од Отоманског царства. Касније, у септембру 1914. године, почеле су турске војне операције које су укључивале потрагу за оружјем, муницијом и оперативним документима. Дана 20. октобра 1914, турски 4. резервни коњички пук, који је патролирао Хасанкалеом, наводно је открио пушке скривене у јерменским кућама. Током овог периода, велики број Јермена са оружјем се селио у Муш, Битлис и Ван. Ериксон је закључио да су се „пре почетка рата акумулирали показатељи потенцијално насилних намера, пошто су власти пронашле бомбе и оружје сакривене у јерменским кућама”. С друге стране, Ногалес је био сведок како јединице османске војске фотографишу сопствено оружје и само тврде да је пронађено у јерменским кућама и црквама.
Већ 5. новембра 1914. био је у току велики напад Руса на одбрамбене линије 3. армије у провинцији Ван. Ова офанзива је закомпликовала турску перцепцију јерменских намера. Руси су започели веће операције према Сарају и Вану до 19. новембра. У новембру су јединице турске жандармерије покрајинског безбедносног апарата гувернера промениле руке, враћајући се турској војној команди. Ова промена је укључивала јединице којима је командовао гувернер Вана. Ван Жандармерија и Ванска резервна коњичка дивизија распоређене су у састав Треће армије. Ван жандармеријска дивизија стављена је под команду мајора Ферида, док је гувернер Џевдет задржао само мали контингент.
Током децембра 1914, Џевдет бег је издао наређење да обезбеди запад провинције Ван, пошто су османске снаге кренуле да започну Персијску кампању. Преговарачи за КУП послати су у Ерзурум и Ван пре него што је Џевдет бег напустио град. Ови преговарачи и Џевдет бег желели су да тестирају лојалност Ван Јермена. После првог покушаја са Јерменским конгресом, желели су још једном да виде да ли би пристали да дижу устанак у руској Јерменији. Џевдет је захтевао да Јермени дају 4.000 добровољаца, према регрутацији у Османском царству . Јермени су то одбили. Кларенс Ашер наводи да је „било јасно да су Џевдетови циљеви били да масакрира војно способне људе из Вана како не би било бранилаца, као што је то чинио у селима под изговорима претреса оружја, претреса који су се претворили у масакре. Јермени су, играјући се да би добили на времену, понудили да дају пет стотина бивших војника за одмор и да плате новац за одмор. Јерменска регрутација поново је постала проблем када се Џевдет вратио у град у априлу, током јерменског Ускрса 1915. Џевдет је још једном тражио да Јермени дају регруте који ће се користити за успостављање османских утврђења. Ашер би рекао „Јермени који су практично одлучили да Валију [Јевдету] дају четири хиљаде људи које је он тражио, сада се нису усудили да то учине јер су били сигурни да намерава да те четири хиљаде погуби“. Џевдет није примио ниједног јерменског војника из града Вана ни по једном ни другом захтеву.
Персијски Азербејџан је имао много хришћанског становништва, углавном Јермена и Асираца. Многи од њих су побегли са руском војском која се повлачила у зимском походу до руског пограничног града Џулфа. Они који су остали претрпели су период пљачке и масакра; многа села су опљачкана и уништена. Након неуспешне кампање коју је водио Џевдет Беи да заузме Кхој, 160 километара северозападно од Табриза, Џевдет је почетком марта наредио убиство око 800 људи — углавном стараца, жена и деце — у округу Салмас (североисточно од језера Урмија).
Дана 25. фебруара 1915. године, 3. армија и све команде Жандармерије, укључујући Ван Жандармерију, примиле су Директиву 8682 под називом „Повећане мере предострожности“. Ова директива је констатовала повећану дисидентску јерменску активност у Битлису, Алепу, Дортјолу и Кајсерију и идентификовала руски и француски утицај и активности у овим областима. Оперативни одсек је наредио да Трећа и Четврта армија појачају мере надзора и безбедности. За разлику од директиве, Феликс Гусе, главнокомандујући 3. армије, написао је да нема доказа да су Јермени планирали или имали намере да подигну општи устанак.
Дана 23. марта 1915. године, 1. експедициона снага стигла је у околину града Вана и касније се задржала јужно од Вана током сукоба.

### Ране фазе
Пре ових догађаја, неутрални посматрачи су пријавили убиства јерменских мушкараца у региону Ван.
Џевдетов екстремизам према Јерменима био је отворенији: „човек опасно непредвидивих расположења, пријатељски у једном тренутку, жестоко непријатељски у следећем, способан за издајничку бруталност“ , добио је надимак „Налбанд бег“ (Господар ковач) након што је на коњу починио на коњу Башоскалесто стопала жртава.
По повратку у Ван, Џевдет је „под изговором тражења оружја подстакао владавину терора у рубним селима провинције“. У том процесу, османске жандармерије су убиле много Јермена. Јерменске вође Вана су у међувремену молиле народ да издржи у тишини. „ Боље је“, рекли су, „ да нека села буду спаљена и уништена без освете него да дају и најмањи изговор муслиманима за општи масакр “. Међутим, у исто време било је и извештаја да су Турци линчовали курдске војнике одговорне за посебно тешка зверства.
Нека од правила за [јерменске браниоце Вана] била су: 'Одржавајте се чистим; не пити; рећи истину; не псуј веру непријатеља.
За то време масакри су настављени, под изговором потраге за оружјем. Касније су Јермени напали османску патролу, на Џевдетов гнев. Узнемирени, Јермени у Вану су затражили од др Кларенса Ашера, мисионара и представника Сједињених Држава, да посредује између њих и Џевдета. Џевдет је покушао да наруши дипломатски имунитет Ашеровог имања покушавајући да у њега постави гарнизон од 50 отоманских војника. Ашеру је постало јасно да ће покушаји посредовања бити узалудни. Међутим, тадашњи извештаји су такође показивали да су Јермени почели да окупљају добровољце за организовану одбрану.
Дана 15. априла, Јермени су окупили снаге у Арђишу од стране Жандармерије. Раније су порезници, у пратњи жандармерије, отишли у северну провинцију Ван да преброје овце што је диктирало пореске стопе мештана. Ерциш је био административна јединица са 80 јерменских села северно од Вана. Порезник је дао султанову наредбу о обрачуну пореских вредности. Настао је неспоразум између сељана и порезника. Несугласице су прерасле у сукоб и прошириле се на јединицу жандармерије у Банату, стижући одатле у друге центре. Насиље на селу достигло је врхунац 19. априла, када је 2.500 мушкараца у Ерцишу убијено у једном дану.
Дана 17. априла, Џевдет је наредио својим батаљонима да униште Шатак. Уместо тога, лоше дисциплиноване снаге су напале јерменска села која се налазе ближе Вану. Истог дана ухапшен је Арсхак Врамиан. У Шадаку је средином априла ухапшен и један учитељ. Дошло је до локалних демонстрација у његову корист. Неколико угледних Јермена, предвођених Никогајосом Погосом Микаелијаном ( Ишкан ), отишло је у овај град на захтев Џевдета. Никогајос Погос Микаелијан и други истакнути Јермени заустављени су на пола пута у Хирџу и убијени 17. априла. Међу тројицом лидера АРФ-а само је Арам Манукијан побегао. Џевдет је предузео акцију и против челника АРФ-а у Вану. За отпор је то био знак да град није безбедан. Веровало се да је Џевдет мислио да ће убијањем лидера јерменских партија уништити кохезију отпора. Министар унутрашњих послова Мехмед Талат бег је својим налогом 24. априла (који су Јермени познати као Црвена недеља) затражио хапшење лидера јерменске заједнице у османској престоници и другим центрима. Они су држани у два центра за задржавање у близини Анкаре. Арсхак Врамиан је послат у престоницу са стражаром, а пријављено је да је успут убијен.

### Град под опсадом, 20. април
Османски војници су 20. априла ухватили Јерменку која је хтела да уђе у град. Два Јермена која су притекла у помоћ су убијена. Јермени су напали османску патролу на Џевдетов гнев. Овај чин је довео до тога да су отоманске војне снаге отвориле ватру на јерменске четврти града артиљеријом, ефективно га ставивши под опсаду. Овај део града се звао „Вестерн Гарден Сити“.
Јерменске цивилне снаге бориле су се у две неповезане битке унутар града Вана. Ове битке су биле у „Старом граду” (округ Кале) и у „Граду башта” (Ајгестан). Сукоб у Гарден Ситију састојао се од окршаја дуж јерменских и муслиманских четврти. Обе стране су имале утврђене зграде и ровове дуж супротне стране. Јерменску цркву у Араку спалиле су Џевдетове снаге. Почетну линију су држале јерменске цивилне снаге током читавог сукоба. У оквиру своје стратегије напали су и оближње османлијске касарне, али и поред тога нису предузимали много офанзивних акција. Иако је непријатељска артиљерија била углавном неефикасна, имала је супериорност у људству и оружју.
Прва мања група избеглица са села је 25. априла стигла у град путем за Шушанц који су држале отворене јерменске цивилне снаге.
Јерменски браниоци Вана, под вођством Арама Манукиана, успоставили су локалну привремену владу која се бави одбраном, снабдевањем, администрацијом и спољним односима, како би осигурали поштовање неутралности стране имовине. Именоване су судије, полиција и здравствени службеници. Убрзо је постало хитно позвати гласника да обавести Русе о догађајима. Послато је неколико гласника, са порукама ушивеним у одећу, а њих дванаест је прошло.

### Руско олакшање, мај
Николај Јуденич је 28. априла наредио да се 2. Забајкалска козачка бригада генерала Трухина  и Араратска добровољачка бригада којом је командовао Саргис Мехрабјан (Вартан) пошаљу из Јеревана ка Вану.  Један од дванаест посланих јерменских гласника стигао је до Персије. Јерменска добровољачка јединица којом је командовао Андраник Озанијан и дивизија којом је командовао Черноројал која је послата из Персије такође су послате 8. маја.
На дан 30. априла, број избеглица у граду износио је 15.000, а највећи део избеглица је бежао са села када је почео да се слива у град. Јермени у граду су у то време достигли 30.000 становника и 15.000 избеглица на подручју од отприлике једног квадратног километра јерменске четврти и предграђа Аигестана. Џевдет је дозволио преживјелим Јерменима из села да уђу у град преко његових линија. Наводи се да је ова стратегија имала за циљ да лакше покори дефанзивце. Након што су лако одбиле прве нападе, јерменске снаге су имале великих проблема са снабдевањем муницијом. Јермени су користили све врсте уређаја да привуку ватру непријатеља и заузврат троше своју муницију. Њихова производња метака и кертриџа достигла је 2.000 дневно. Браниоци су такође импровизовали минобацаче и барикаде, и наводно су користили све што су могли да нађу.
Дана 6. маја развила се велика руска офанзива према Анадолији. Османске одбрамбене линије састојале су се од 10. и 11. корпуса и 5. експедиционе снаге на северном крилу које се налазило иза провинције Ван. Северни бок руског напредовања, од долине Тортум према Ерзуруму, није био део операција у Вану. Међутим, као део ове руске офанзиве, 1. османске експедиционе снаге и Ван коњичка бригада су потиснуте са својих почетних положаја од стране руских војника и јерменских добровољаца који су напредовали ка граду Вану. Дана 12. маја, град Арђиш на северу провинције Ван је смењен. Џевдет је послао један топ и две стотине људи из града Вана да се суоче са овом групом код Баргирија. Међутим, то је био касни потез и превише слаб да би зауставио овај напредак. 6. маја окончани су сукоби око цитаделе Ван (у округу Кале).
Увече 14. маја, група бродова пуна турских жена и деце која су евакуисала регион испловила је из Вана. Следећег дана је уследило још бродова. Дана 16. маја, отоманско бомбардовање од 46 граната покрило је повлачење турских јединица. Истовремено, било је извештаја да је убијено до 6.000 Јермена. Савремени извештаји Њујорк тајмса током априла–јуна 1915. приписују масакре и борбе курдским помоћним снагама, а не турским јединицама.
Џевдет је напустио град у ноћи између 16. и 17. маја и повукао се према Башкалама, придруживши се 1. експедиционој јединици под командом Кајмакама Халил Бега (Кута) .
Дана 17. маја, јерменске цивилне снаге су званично имале контролу над градом. Истовремено, претходница руских снага, која је од 11. маја потиснула 1. и 3. отоманску коњичку бригаду из града Манцикерта, стигла је до северног подручја провинције и проширила се до обале језера Ван, а претходница руских снага која је већ била у граду потиснула је османске снаге на јужне градске снаге на југ. Ове османске снаге које су се повлачиле имале су логистичке недостатке узроковане забраном комуникација. Убрзо потом за њима су кренули и руски редовни.
Према Ашеру, 18. маја група послата из Персије стигла је до града Ван. До 20. маја главне центре провинције Ван заузели су Руси. Дана 23. маја 1915. године, одред руских војника заузео је град Ван и тако донео жељно очекивано олакшање Јерменима, које су опседали Османлије. Међутим, Руси су били заузети борбом против Османлија и нису имали контролу над селом. Једину преосталу моћ на селу чиниле су јерменске цивилне снаге.
2. Забајкалска козачка бригада генерала Трухина стигла је до Бегрикала тек 24. маја. 2. кавкаска стрељачка бригада генерала Назарбекова добила је наређење да подржи Трухин била је 7. маја у Башкалу. 31. маја, Трухин је ушао у град. Истог дана, Трухинова патрола и Назарбековљева претходница ступили су у контакт између Вана и Хошапа.
Генерал Јуденич је по доласку добио кључеве града и цитаделе. Он је потврдио јерменску привремену владу. Арам Манукијан је постављен за гувернера провинције Ван. Арменакис Јекариан је постао шеф полиције. Борбе су се помериле даље на запад до краја лета са градом Ваном. По доласку Руса, Османлије су се повукле западно од језера Ван у правцу Битлиса.

## Последице
Током јуна и јула, док су се турске и руске снаге бориле на северу региона Ван, хиљаде Јермена из Муша и других суседних провинција почеле су да преплављују град Ван. У град је било нагомилано чак 250.000 Јермена. То је укључивало људе који су се одвојили од депортационих колона док су пролазили околину провинције на путу за Мосул. Пре кризе, град Ван није смештао и хранио не више од 50.000 људи.
Дана 5. јуна 1915. године, северне обале језера Ван биле су лишене отоманских снага. Руси су, напредујући на линијама северно од језера Ван, гурали даље на запад према турском граду Мушу. Као део ове нове акције, руска војска је преместила снаге из провинције Ван око северне стране језера Ван у град Манцикерт, намеравајући да започне нову офанзиву на Анадолију, према Мушу. Губици османске 3. армије током претходне зимске офанзиве на Енверу створили су испупчење на турском јужном крилу њиховог кавкаског фронта, испоне које је створило почетну прилику за руске снаге. Међутим, ова прилика је кратко трајала и шест недеља касније руске снаге су претрпеле преокрет који би имао тешке последице по јерменско становништво у граду Ван.
Дана 11. јула, током реорганизације турских снага, провинцији Ван је додељена одговорност групе десног крила (Sağ Cenah Grubu) 3. армије, заједно са осталим јужним провинцијама. За команданта је одређен Мирлива Абдулкерим-паша, а Енвер-паша је наредио да ова формација буде самостална оперативна целина 3. армије. Мирлива Абдулкерим паша успео је да заустави руско напредовање до 16. јула.

### Прва евакуација, јул 1915.
Дана 16. јула, Османска армија је, сконцентрисавши више снага од Руса, осујетила планирану руску офанзиву и потиснула руску војску назад у бици код Манцикерта (10–26. јул 1915), заузевши град. Затим је уследила битка код Кара Килиса, у којој су Руси поново заузели Манцикерт. Као резултат ових операција северно од језера Ван, Руси су евакуисали своје преостале борбене снаге из града Ван. Армен Гаро и његов помоћник Кечо затражили су од генерала Абацјева да дозволи јерменском становништву у области Ван да се креће са руском војском према Игдиру . Овај захтев је одбијен уз образложење да се кретање виталних транспортних средстава руске војске не може обавити брзо ако га ометају избеглице. Осам узастопних дана током јула, генерал Николајев је држао јерменске вође неактивне. Руски генерал им је сваки дан говорио да се ни под којим условима неће повући и да је стога потпуно непотребно уклањати људе.
Генерал Николаеф је 18. јула послао депешу Араму Манукијану и Саргису Мехрабјану (Вартан) за евакуацију. Генерал Трокин је у то време био у граду. Понудио је евакуацију јерменског становништва на руску територију кроз северне пролазе. Генерал Трокин је нешто после пет сати добио депешу да напусти град и изађе кроз Персију. Тиме су јерменски добровољци остали једини браниоци јерменских избеглица. „Паника је била неописива. После дугог отпора Дјевдет бегу, после ослобођења града, после успостављања јерменског намесништва, све је срушено. Јерменске цивилне снаге скренуле су пажњу четири отоманске дивизије и десетине хиљада Курда током њиховог повлачења. Батаљони јерменских добровољаца нису активно учествовали у јулским биткама. Они су обављали тешке послове позадинске страже за руску војску и јерменске избеглице у округу Ван.
Руске снаге из Вана су 4. августа изашле према Персији и заузеле одбрамбене положаје у областима Баргири, Сарај и Хошап у провинцији Ван. Избегличку групу која је пратила руске снаге зауставиле су курдске снаге док су прелазиле планинске превоје северно од пролаза Бегрикале . На превоју Беркри Кале, јерменске избеглице су претрпеле велике жртве. Избеглицама које су стигле на другу страну помагале су јерменске хуманитарне агенције.
Дана 5. августа, руске снаге које су из Вана излазиле ка руском Кавказу повукле су се 20 километара на руску територију, руско повлачење праћено османским десним крилом. Абдулкерим-паша је раније тражио дозволу пре него што је напустио провинцију Ван да напредује на руску територију. Енвер-паша је лично издао наређење да се напредује до Елешкирт и Кара Килисе и очисти погранични регион од свих руских елемената.
Почетком августа 1915, скоро 200.000 избеглица које су бежале иза руских снага које су се повлачиле нахрупило је у Закавказје. Постојале су две велике групе избеглица које су напустиле град; једна група која је отишла под заштиту јерменских добровољаца; и друга група која је покушала да оде својим средствима. Скоро 150.000 јерменских становника било је принуђено да препусти сву своју имовину на милост и немилост непријатељској ватри и побегне према Јеревану под заштитом добровољаца. Избеглице под добровољачком заштитом претрпеле су губитак између 8.000 и 10.000 мушкараца, жена и деце. Више од 5.000 избеглица погинуло је у племенским нападима на планинским прелазима. Чак 40.000 Јермена је погинуло током овог бекства, од којих су већина били у колонама без добровољачке заштите. Командант јерменских добровољачких јединица је касније тврдио: „Да је руски генерал дао прилику од седам или осам дана да организује повлачење, било би могуће да се народ упути у Ериван без иједног губитка живота.
Османска војска је 29. септембра 1915. напустила град Ван након што је остала отприлике месец дана. Османско повлачење је било присиљено након пораза које су њихове армије претрпеле у другим регионима Кавкаског фронта, а делом и због релативне изолације Вана од анадолске Турске током Првог светског рата.  Неки од арменских становника који су побегли у Закавказје вратили су се.
Дана 19. јануара 1916, турски пораз у бици код Копрукоја довео је до тога да су руске снаге поново напредовале ка Ерзуруму, граду који се налазио на пола пута између језера Ван и Црног мора. Покрајина Ван је била под управом Западне Јерменије до 1918. године. Сукоби између 1916. и 1918. померени су на запад, на северозапад у бици код Муша и на југозапад у бици код Битлиса у провинцији Ван.

### Задња евакуација, април 1918.
Руска револуција 1917. поново је променила ситуацију у региону. Руске армије су почеле да се распадају. Ван је био потпуно одсечен од савезника. Британска војска се није одмакла много даље од Багдада у мезопотамској кампањи . Јермени из Вана покушали су да се одрже  и у одбрани су им се придружили Асирци.
Велики везир Талат-паша је 3. марта 1918. потписао Брест-Литовски уговор са Руском СФСР . Уговором из Брест-Литовска предвиђено је да се граница повуче на предратни ниво и да градови Батум, Карс и Ардахан буду пребачени у Отоманско царство. Почетком 1918. Османска 3. армија је кренула у офанзиву против Јермена. Вехиб-паша је извео офанзиву у три крила. На десном крилу, провинција Ван је додељена 4. корпусу . Задатак 4. корпуса је био да се прошири до Догубагзит.
У априлу 1918, Јермени из Вана су још једном пружили отпор у Вану. 4. априла, град Ван је неколико пута почео да мења власника. Османска војска је поново контролисала град Ван до 6. априла, а затим Бејазит 14. априла. Јермени из Вана су на крају били приморани да се евакуишу и повуку из провинције Ван. Јермени из Вана су се повукли на исток према персијском Азербејџану. Зауставили су се код Дилмана. Једном су тамо одбили Османлије, у бици код Дилмана (1918), али су, након што су поново нападнути, били приморани да се повуку на југ око језера Урмија. У потери за Ван Јерменима и асирским планинарима, османска 3. армија се сукобила са Урмиех Асирцима, што их је такође учинило избеглицама, у овом повлачењу према југу према Месопотамији.
Током јула 1918. Британска војска је окупирала већи део Месопотамије током Месопотамске кампање, као и велики део Персијског Азербејџана током Персијске кампање . Извршене су припреме за оснивање великог кампа за јерменске и асирске избеглице у близини Бакубе у Ираку.
Током прве недеље септембра 1918, Јермени који су се повлачили из Вана су дошли у избеглички камп Бакуба у групама од 1.000 или 2.000, друмом и возом. Многи од њих су боловали од дизентерије, тифуса и повратне грознице, а међу децом је била и мала епидемија малих богиња. Било је много оних који су умрли на путу од слабости и глади. То је трајало кроз септембар и прву половину октобра, док укупно није примљено око 40.000. Крајем септембра одлучено је да се из редова Јермена подигну четири батаљона на линији индијског пешадијског батаљона. 2. батаљон су основали Ван Јермени. 3. батаљон су основали Јермени из других региона. Северноперсијске снаге ГОЦ-а одлучиле су да лоцирају 2. батаљон око Сене, док је 3. батаљон прешао у Бијар .
Дана 30. октобра 1918. године, Османско царство је потписало Мудроско примирје и војне операције су окончане.

## Исход

### Извештаји о самоодбрани
Конзулати Сједињених Држава, Немачке и Аустроугарске, као и бројни отомански званичници, забележили су и документовали разлоге за устанак у Вану:
Ову причу о „револуцији“ у Вану испричао сам не само зато што је она означила прву фазу у овом организованом покушају да се збрише цео један народ, већ зато што су те догађаје Турци увек износили као оправдање за своје потоње злочине. Као што ћу испричати, Енвер, Талаат и остали, када сам им се обратио у име Јермена, увек су наводили „револуционисте“ Вана као пример јерменске издаје. Чувена „Револуција”, како показује овај рецитал, била је само решеност Јермена да спасу своју женску част и сопствене животе, након што су им Турци, масакрирајући хиљаде својих суседа, показали судбину која их чека.— Хенри Моргентау
Дана 15. априла 1915, немачки посланик у Цариграду је известио:
Јермени су од доношења Устава одустали од својих идеја о револуцији и да не постоји организација за такву побуну.— Ханс вон Вангенгејм, Gust & Gust 2005, стр. 57.
Дивизијски генерал и вицемаршал и аустријски војни аташе и војни опуномоћеник у Османском царству рекао је:
Ван устанак је свакако био чин очаја. Локални Јермени су схватили да су општи масакри над Јерменима већ почели и да ће они бити следећа мета. У току лета 1915. турска влада је са неумољивим последицама привела крају свој крвави задатак истребљења читавог једног народа.— Јозеф Помиланковски
Генерални гувернер Отоманског царства у Ерзуруму, Тахсин бег је написао:
Устанка у Вану није било и није могло бити. Својим сталним притиском домаћег становништва направили смо неред из којег више не можемо да побегнемо, а војску смо довели у тежак положај на истоку.— Елизабет Бероус Ашер

### Жртве
Руски конзул у граду Ван је 15. маја 1915. известио да је 6.000 Јермена масакрирано у Вану, који је био поприште толико сличних злочина током последњих двадесет година.
Хенри Моргентау, позивајући се на доктора Ашера, „након што су отерали Турке, Руси су кремирали тела Јермена који су убијени у покрајини, што је резултирало да је 55.000 тела спаљено“. Чини се да је наређен систематски масакр 25.000 Јермена у округу Башкала, од којих је мање од 10 одсто побегло.
Иако су јерменске избеглице биле у фокусу пажње западних сила и свих напора за пружање помоћи, већина јерменских смрти се и даље дешавала у избегличким камповима, где је стопа жртава била чак 300–400 дневно на руском Кавказу од глади и болести, како је известио британски конзул у тој области.

#### Злочини
Већина убистава се приписује Черкезима и Курдима, иако неки извештаји наводе да су учествовале и турске трупе. Рафаел Де Ногалес, венецуелански официр који се борио за Турке, помиње у својим мемоарима да су отомански званичници добили наређење да истребе све Јерменске мушкарце од дванаест година и више. Према Усхеру, 19. априла, Дјевдет је издао наређење широм провинције Ван, које је гласило: „Јермени морају бити истребљени. Ако било који муслиман заштити хришћанина, прво ће му бити спаљена кућа; затим ће хришћанин бити убијен пред његовим очима, затим његова породица [муслимана], а затим он сам“. Дјевдет је касније оптужен за ратне злочине на турским војним судовима 1919–20. против Јермена током операција око града Вана током пролећа 1915. 

## Културне референце
Отпор заузима значајно место у јерменском националном идентитету јер симболизује вољу Јермена за отпором. Филм Арарат из 2002. године, у режији, сценарију и копродукцији Атома Егојана, поново поставља (са ограниченим средствима) неке измишљене догађаје одбране Вана. Арарат је освојио неколико награда. У знак сећања на браниоце битке, током 1970-их година у Совјетској Јерменији створен је споменик у Агараку, селу Талин .